# King Faisal Babes
King Faisal Babes is een Ghanese voetbalclub uit Kumasi. De club speelt in de Ghana Telecom Premier League en eindigde 3de in het seizoen 2005/06.

## Bekende ex-spelers
- Frank Acheampong
- Yaw Acheampong
- Frank Amankwah
- Mark Edusei
- Samuel Kuffour
- Salou Ibrahim

Aduana Stars · 
Asante Kotoko · 
Ashanti Gold · 
Bechem United · 
Berekum Chelsea · 
Bolga All Stars · 
Dreams FC · 
Ebusua Dwarfs · 
Elmina Sharks · 
Great Olympics · 
Hearts of Oak · 
Inter Allies · 
Liberty Professionals · 
Medeama · 
WA All Stars · 
WAFA SC